# Cyberwallet
Ein Cyberwallet (Alternativbezeichnungen: E-Wallet oder Digital Wallet) ermöglicht es Nutzern, Guthaben oder Nachweise auf elektronischen Plattformen zu speichern und für Zahlungen für Waren und Dienstleistungen im Internet sowie die Identifikation zu nutzen. Nutzer eines E-Wallets erhalten ein Guthaben auf einem Konto (entspricht dem Auffüllen einer virtuellen „Geldbörse“) durch Einzahlung über die von ihm bevorzugte Zahlungsweise, die abhängig von den vom Anbieter ermöglichten Methoden erfolgt. Am häufigsten kommt die Kreditkartenzahlung vor, aber auch Überweisungen oder das Lastschriftverfahren sind möglich. In der Europäischen Union werden die Betreiber solcher Plattformen als E-Geld-Institute reguliert.
Das Cyberwallet ist von einer elektronischen Geldbörse zu unterscheiden, die an einen materiellen Träger (Zahlungskarte) gebunden ist. Auch wird Zahlungs-Anwendungssoftware, die an Mobiltelefone gebunden ist, oftmals als „Wallet“ bezeichnet, siehe beispielsweise Apple Wallet.

## Etymologie
Der Begriff setzt sich zusammen aus dem altgriechischen Präfix cyber- (eigentlich „steuermännisch“) im Sinne des Kunstwortes für selbstregelnde Steuerungsmechanismen (vgl. auch Kybernetik), später auf das Internet übertragen, und englisch wallet für „Brieftasche“.

## Anwendung
Mit dem virtuellen Guthaben, das sich dann im „E-Wallet“ des Nutzers befindet, kann in verschiedenen Onlineshops oder bei Portalen eingekauft werden. Diese Zahlungsmethode ist am häufigsten bei Online-Casinos, Online-Wettbüros, Game-Portalen oder unter anderem beim kostenpflichtigen Lesen von Artikeln aus Zeitschriften oder auch bei der Auktionsplattform eBay verbreitet, da es sich hier um kleinere Geldbeträge handelt. Häufig bezahlt man in einer speziellen Währung des jeweiligen E-Wallet-Anbieters. Ein Kreditkarteneinsatz in Fällen mit geringer Geldsumme ist nicht wirtschaftlich, E-Wallets ermöglichen Händlern daher kostengünstigere Transaktionen. Dem Nutzer von E-Wallets werden häufig taggleiche Zahlungen sowie Überweisungen angeboten, ohne eine direkte Bankverbindung herstellen zu müssen.

## Sicherheit
Die meisten Anbieter arbeiten mit 128-bit-SSL-verschlüsselten Übertragungen. Da die virtuelle Geldbörse mit einem vorbestimmten Guthaben aufgeladen wurde, ist es nicht mehr notwendig, jeweils beispielsweise die Daten der Kreditkarte anzugeben. Somit ist das Missbrauchsrisiko geringer als bei einer direkten Kreditkartenzahlung, denn der Nutzer kann maximal nur die Summe verlieren, die  sein Cyberwallet in diesem Moment bereitstellt.
Da jedoch persönliche Daten, wie Versand- und Rechnungsadresse sowie Kreditkartendaten, außerhalb des Cyberwallet immer noch in einer Datenbank des Anbieters gespeichert bleiben, bleibt dem Nutzer auch bei diesem Verfahren das Restrisiko einer missbräuchlichen Nutzung nicht erspart.

## Etablierte Anbieter
Neben dem Weltmarktführer PayPal sind am deutschen Markt unter anderen die seit 2015 in der Paysafe-Gruppe vereinten Cyberwallets Skrill und Neteller sowie FidorPay der Fidor Bank aktiv. Masterpass war von 2015 bis 2019 in Deutschland aktiv.
In der Schweiz konnte sich bisher Twint etablieren.
Im Bereich der digitalen Identifikation und Ausweise bieten fast alle großen Technologieunternehmen wie Apple, Google und Microsoft entsprechende Anwendungen an. 2023 gründete die Linux Foundation die OpenWallet Foundation (OWF) zur Förderung der Interoperabilität von Wallets.